# Eukoenenia hispanica
Eukoenenia hispanica är en spindeldjursart som först beskrevs av Henri de Peyerimhoff 1908.  Eukoenenia hispanica ingår i släktet Eukoenenia och familjen Eukoeneniidae. Inga underarter finns listade i Catalogue of Life.